# Regne d'Amurru

Mapa geopolític d'Orient Mitjà durant el període d'Amarna, abans que Amurru formés part de la zona d'influència hitita

Amurru i Síria durant la dominació hitita.

Amurru era el nom que es donava a una regió muntanyosa situada entre el riu Orontes i la costa mediterrània, a les terres de la regió de Síria. Pel sud limitava amb la ciutat-estat de Cadeix. Aquests dos territoris eren vassalls d'Egipte.
Les tribus nòmades amorrites anomenades amorreus vivien en aquestes zones de les muntanyes del Líban i a la costa hi havia les grans ciutats comercials com Beruta (Beirut) Gubla (Biblos), Ardata, Ullassa, Irqata, Sumur i altres. Sumur, era la residència del governador egipci del país conegut per Amurru.

## Història
En temps d'Amenofis III i del seu fill Akhenaton el país era una regió salvatge dominada per un grup de tribus nòmades governades per Abdi-Asirta. Aquest home es va proposar dominar la regió i va reunir al seu entorn una sèrie d'aventurers seminòmades anomenats habiru, als que va prometre llibertat de saqueig. Va sortir de les muntanyes i va començar la conquesta, primer atacant als grups de comerciants que passaven pel seu territori, i després envaint les ciutats. S'arriscava a sofrir represàlies per part dels egipcis, ja que tot aquell territori era seu, però va convèncer al faraó de què els seus atacs anaven dirigits a protegir els interessos dels egipcis i a eliminar els elements dissidents. Els habiru van matar el rei Aduna d'Irqata i com que no hi va haver resposta egípcia, el príncep d'Arasni, aliat a Abdi-Asirta, va conquerir Ardata. Amb les dues ciutats com a base del seu poder les conquestes es van estendre al nord i al sud. La ciutat de Sigata va caure immediatament. Rib-Hadda, rei de Biblos, era l'aliat més fidel d'Egipte i no va parar de demanar ajut als egipcis contra el nou enemic. Poc després el príncep d'Ammiya era assassinat i els rebels es van unir als habiru.
En poc temps el cap dels habiru, Abdi-Asirta, s'havia apoderat de quasi tot Biblos i el rei ja només conservava la ciutat capital i dues ciutats més i les altres ciutats i llogarets ja eren en mans dels habiru. En aquell moment un inesperat atac del príncep de Sehlal, Yamaya, es va apoderar de Sumur mentre el governador egipci Pahanate, era de viatge a Egipte. Llavors Abdi-Asirta va aprofitar l'ocasió i va atacar Sumur, va derrotar a Yamaya i es va apoderar de la ciutat. Amb tot això encara Abdi-Asirta continuava dient que era un lleial vassall d'Egipte i que havia ocupat Sumur per protegir-la de l'assalt de Yamaya. Aprofitant els problemes d'Abdi-Asirta amb els egipcis (als egipcis no els interessava qui governava cada ciutat sinó només que fos lleial al faraó) Rib-Hadda de Biblos es va apoderar de Sigata, cosa que els egipcis van desaprovar. Llavors els egipcis van decidir reconèixer a Abdi-Asirta que tenia un exèrcit fort i seguidors lleials, mentre reconegués l'autoritat del faraó. El governador egipci Haya li va reconèixer els dominis que ja tenia i no va intervenir quan va capturar de nou Sigata, i la ciutat d'Ampi que pertanyia a Biblos.
Biblos va quedar bloquejada; tenia interromput el pas del gra que des de Yarimuta es portava a la ciutat i els seus habitants van començar a passar gana. El governador egipci Tanhami va comprar gra al rei Yapah-Hadda de Beruta (Beirut), però encara que el va pagar no va arribar a la ciutat, probablement perquè Beirut havia fet un tracte amb els habiru.
Quan Tushratta de Mitanni va començar a recuperar els territoris sobre els que una mica abans s'havien imposat els hitites, Abdi-Asirta d'Amurru, que segurament s'havia apoderat d'alguns territoris abans hurrites (Tunip probablement), va intentar ser lleial als dos grans reis, el faraó i el rei de Mitanni. Rib-Hadda de Biblos va denunciar aquesta maniobra a través d'un antic comandant militar egipci a Sumur que prèviament havia estat un temps a Biblos al front de la guarnició, anomenat Aman-Appa. Abdi-Asirta va visitar Mitanni i això, que es va considerar una gran deslleialtat, va fer reaccionar als egipcis. Encara Abdi-Asirta va poder conquerir Batruna, la darrera ciutat que li quedava a Biblos. Els carros de combat d'Abdi-Asirta eren a les portes de Biblos quan Egipte començava a enviar forces. A la vista de l'exèrcit egipci, alguns caps van començar a desertar. Abdi-Asirta va demanar ajut al rei de Mitanni que no li va contestar. Finalment Abdi-Asirta va morir, encara que no se sap com. Se suposa que la força expedicionària egípcia el va fer presoner i el va matar, encara que altres versions apunten a una rebel·lió interna. Els seus fills van reunir als lleials i van conservar les posicions paternes encara que no la ciutat de Biblos, però van contraatacar en els següents mesos i Pu-Bahla, un dels fills, es va apoderar d'Ullassa, Ardata, Wahliya, Ampi i Sigata.
Un altre dels fills d'Abdi-Asirta anomenat Aziru va prendre el poder i va seguir les campanyes d'expansió del seu pare. Davant de les pressions egípcies va protestar, dient, com deia el seu pare, que actuava com a agent del faraó (probablement Akhenaton) per mantenir controlat a l'enemic més perillós, l'Imperi hitita. Amurru estava situat a la frontera entre els territoris hitites i els d'Egipte, i s'havia conegut una gran concentració de tropes hitites comandades pel rei Subiluliuma I que havia llançat una segona campanya a Síria per a controlar les fronteres. Aquesta explicació va semblar suficient i els egipcis no van actuar, tot i les constats protestes del rei de Biblos que temia que la seva ciutat caigués en mans d'Aziru.
Mentre Aziru jurava lleialtat al faraó, establia aliances amb estats que ja eren al costat dels hitites, com ara Cadeix, a la frontera del seu territori. Això va provocar la suspicàcia del faraó, que va ordenar a Aziru que es presentés a Egipte. L'advertència d'Akhenaton deia: «Si penses cometre algun tipus de traïció, la meva destral caurà sobre tu i tota la teva família». Aziru va veure que no podia seguir indefinidament fent un doble joc i es va posar sota la protecció de Subiluliuma, el rei hitita. Aziru va escriure a Subiluliuma i es va declarar el seu vassall. El rei hitita diu «Aziru, rei de la terra d'Amurru, a les portes del territori egipci, esdevingué vassall del «Sol meu», rei d'Hatti. I el gran rei, «Sol meu», se'n va alegrar molt. I Aziru també. Perquè Aziru va venir a agenollar-se als peus del «Sol meu» des de la porta del país egipci, i el «Sol meu», gran rei, va aixecar a Aziru i el va elevar a rei entre els seus germans». Probablement cal interpretar aquesta cita com que un dels germans es va sotmetre als hitites i va ser proclamat rei d'Amurru, regne que va néixer així formalment. Si els altres germans ho van acceptar de bon grau o no, no es coneix, però per aquell temps Aziru ja era la principal figura entre els germans.
Així els hitites van passar a dominar Sumur, Ullaza, Irqata, Ardata, Tunip, i els monts del Líban. El tractat de vassallatge s'ha conservat en tres versions en accadi i una en hitita. Es va fixar un tribut de 300 sicles d'or. I es van establir una sèrie d'obligacions, a part de les normals (els mateixos amics, els mateixos enemics) que eren: prohibició de contactes amb l'enemic, ajut per l'alliberament del presoners hitites, retorn dels fugitius als seus països d'origen, i compromís d'ajudar el rei contra qualsevol revolta. El rei hitita prometia també socors en cas de dificultats. Algunes guarnicions hitites es van establir a Amurru.
Cap a l'any 1300 aC el faraó Seti I en la seva expedició a Síria va sotmetre Amurru per la força però la dominació en tot cas va ser breu i va tornar ràpidament a sobirania hitita, tot en temps de Muwatal·lis II. El faraó Ramsès II va anar a Síria pocs anys després. El rei d'Amurru, Bentesina, va enviar una carta al rei hitita on li explicava que havia estat obligat a declarar-se vassall d'Egipte, però els hitites ho van veure diferent. Muwatal·lis va marxar a Síria per reconquerir les terres que havien caigut sota domini egipci i enderrocar al rei d'Amurru. Després de la batalla de Cadeix el rei hitita Muwatal·lis va combatre els petits reis locals. Amurru es va haver de sotmetre de nou i el rei Bentesina va ser enderrocat i es va col·locar al seu lloc un tal Sapili. El rei encara va conquerir Apa (potser Damasc?) mes al sud, i després va retornar a Hatti. Bentesina va ser portat a Hattusa però allà el va reclamar Hattusilis, germà de Muwatallis II, que el va acollir a Hakpis i li va concedir una residència personal a la ciutat; aquest bon tracte serà favorable per la recuperació de la dinastia de Bentesina.
Al cap d'uns tres anys Ramsès II va travessar el riu dels Gossos (Nahr al-Kakb) i va entrar a Amurru; l'exèrcit egipci va arribar fins a Dapur al nord, on Ramsès es va fer erigir una estàtua; Cadeix, ben propera, va quedar dins dels seus dominis després de 120 anys però al cap d'un any Dapur tornava a ser hitita i un any després Ramsès la va tornar a atacar una altra vegada per Ramsès. Aquí el faraó diu que va guanyar la batalla sense problemes i que no es va posar l'uniforme fins al cap de dues hores d'iniciada la batalla; però aquesta victòria tampoc li va servir de gaire perquè pocs anys després va haver de fer la pau amb els hitites i va haver de reconèixer el seu control sobre la regió.
Al pujar al tron Hattusilis III va restablir com a rei a Bentesina, protegit del rei que s'havia casat durant el seu exili a Hapkis amb Gasulawiya una filla del rei hitita, i mare probablement de Sausgamuwa, príncep hereu d'Amurru. Sausmugamuwa va succeir al seu pare al cap d'uns anys, quan aquell va morir.

## Llista de reis
- Abdi-Asirta circa els anys 1350-1340 aC, cap dels apiru
- Pu-Bahla cap als anys 1340-1330 aC, dirigent dels apiru
- Aziru cap al 1330 aC, primer rei
- Duppi-Tessub abans de 1300 aC
- Bentesina potser el 1300-1290 aC
- Sapili aproximadament el 1290-1270 aC
- Bentesina potser entre els anys 1270-1260 aC (restaurat)
- Sausgamuwa I cap al 1260- ? aC
- Sausgamuwa II als voltants del 1200 aC